# Lophophelma calaurops
Lophophelma calaurops là một loài bướm đêm trong họ Geometridae.